# Swertia macrosperma
Swertia macrosperma är en gentianaväxtart som först beskrevs av C. B. Cl., och fick sitt nu gällande namn av C. B. Cl.. Swertia macrosperma ingår i släktet Swertia och familjen gentianaväxter. Inga underarter finns listade i Catalogue of Life.